# Lexington Avenue-63rd Street
Lexington Avenue-63rd Street è una stazione della metropolitana di New York situata sulla linea 63rd Street. Nel 2019 è stata utilizzata da 6 567 634 passeggeri. È servita dalle linee F e Q, attive 24 ore su 24. Durante le ore di punta fermano occasionalmente alcune corse della linea N.

## Storia
La stazione fu aperta il 29 ottobre 1989. Tra il 2011 e il 2016 è stata sottoposta ad un'estesa ristrutturazione nell'ambito della realizzazione della fase 1 della Second Avenue Subway.

## Strutture e impianti
Il piano binari della stazione si sviluppa su due livelli, entrambi dotati di una banchina ad isola e due binari, il livello inferiore ospita i binari in direzione nord e quello superiore i binari in direzione sud. La stazione è posta al di sotto di 63rd Street e dispone di due mezzanini, quello est ha tre scale e un ascensore all'incrocio con Third Avenue, quello ovest ha due scale e un ascensore all'incrocio con Lexington Avenue. Il mezzanino ovest ha un ascensore che porta direttamente alle banchine e una serie di scale e scale mobili che portano prima a un livello intermedio e poi a un mezzanino inferiore dove si trovano i collegamenti con le banchine. Il mezzanino est ha quattro ascensori che portano direttamente alle banchine.

## Interscambi
La stazione è servita da alcune autolinee gestite da MTA Bus e NYCT Bus. Poco più a sud si trova la stazione Lexington Avenue/59th Street servita dai treni delle linee 4, 5, 6, N, R e W, benché non esista un collegamento diretto con questa stazione è possibile cambiare linea gratuitamente usando la MetroCard o l'OMNY.
- Stazione metropolitana (Lexington Avenue/59th Street, linee 4, 5, 6, N, R e W)
- Fermata autobus